# La Clef d'argent (film)
Pour plus de détails, voir Fiche technique et Distribution.
La Clef d'argent (Parisiskor) est un film germano-suédois réalisé par Gustaf Molander, sorti en 1928.

## Fiche technique
- Titre original : Parisiskor
- Titre français : La Clef d'argent
- Réalisation : Gustaf Molander
- Scénario : Paul Merzbach
- Direction artistique : Robert Neppach
- Photographie : Julius Jaenzon
- Pays d'origine : Suède - République de Weimar
- Format : Noir et blanc - 1,33:1 - Film muet
- Genre : drame
- Durée : 156 minutes
- Date de sortie : 1928

## Distribution
- Margit Manstad (en) : Nita Duval
- Ruth Weyher (en) : Jeanne Duval
- Fred Louis Lerch : Dr Leon Monnier
- Miles Mander : Armand de Marny
- Alexander Murski (en) : Gambetta Duval
- Karin Swanström : Rose Duval
- Hans Junkermann : Comte Rochefort
- Margita Alfvén (en)